# Гергард Мюллер
Гергард Пауль Вільгельм Мюллер (нім. Gerhard Paul Wilhelm Müller; 19 грудня 1896, Бреслау — 10 квітня 1977, Ландау) — німецький воєначальник, генерал-майор вермахту. Кавалер Лицарського хреста Залізного хреста.

## Біографія
Син лікаря Пауля Мюллера і його дружини Клари, уродженго13 липня 1915 року вступив в армію. Учасник Першої світової війни. 21 жовтня 1919 року демобілізований і того ж дня вступив у поліцію. 1 серпня 1935 року перейшов у вермахт. З 10 листопада 1938 року — командир 33-го танкового розвідувального дивізіону в Ландау. З 21 січня 1941 року — командир 2-го дивізіону 33-го танкового полку. 29 червня 1941 року важко поранений, йому була ампутована ліва рука. 30 червня 1941 року відправлений в резерв 12-го військового округу. З 1 лютого 1942 року — командир 5-го танкового полку, одночасно 1-11 липня 1942 року виконував обов'язки командира 12-ї піхотної дивізії. 25 січня 1943 року відправлений в резерв ОКГ. 21 квітня 1943 року відряджений до генерала моторизованих частин ОКГ і 1 травня очолив 12-ту інспекцію (ремонт). Одночасно з 16 травня по 11 червня 1943 року виконував обов'язки командира 26-го танково-гренадерського полку. 1 березня 1944 року відправлений в резерв ОКГ. З 15 березня по 21 квітня 1944 року пройшов курс командира дивізії, 21-27 квітня — короткий курс офіцера танкових військ. З 28 травня 1944 року виконував обов'язки командира 12-ї танкової дивізії. 16 липня направлений в 9-ту армію, 27 липня — у головнокомандування на Заході. З 11 серпня виконував обов'язки командира 116-ї, з 24 серпня — 2-ї, 3-16 вересня — 9-ї танкової дивізії. 21 вересня знову відправлений в резерв ОКГ. З 1 жовтня 1944 року — комендант військового полігону Вішау.

## Звання
- Лейтенант (27 липня 1916; патент від 20 червня 1915)
- Оберлейтенант поліції (20 січня 1920)
- Гауптман поліції (1 квітня 1926)
- Гауптман (1 серпня 1935)
- Майор (1 серпня 1936)
- Оберстлейтенант (1 січня 1940)
- Оберст (1 березня 1942)
- Генерал-майор (1 вересня 1944)

## Нагороди
- Залізний хрест
  - 2-го класу (7 листопада 1916)
  - 1-го класу (27 січня 1918)
- Сілезький Орел 2-го і 1-го ступеня (10 вересня 1919) — отримав 2 нагороди одночасно.
- Почесний хрест ветерана війни з мечами (15 грудня 1934)
- Медаль «За вислугу років у Вермахті» 4-го, 3-го і 2-го класу (18 років; 2 жовтня 1936) — отримав 3 нагороди одночасно.
- Застібка до Залізного хреста
  - 2-го класу (28 травня 1940)
  - 1-го класу (6 червня 1940)
- Нагрудний знак «За поранення»
  - в чорному (28 червня 1940)
  - в сріблі (липень 1941)
- Медаль «За Атлантичний вал» (20 липня 1940)
- Нагрудний знак «За участь у загальних штурмових атаках» (27 вересня 1940)
- Лицарський хрест Залізного хреста (9 вересня 1942)
- Срібна медаль «За військову доблесть» (Італія)
- Нарукавна стрічка «Африка»